# Vasziljevszkij-szigeti villamospark

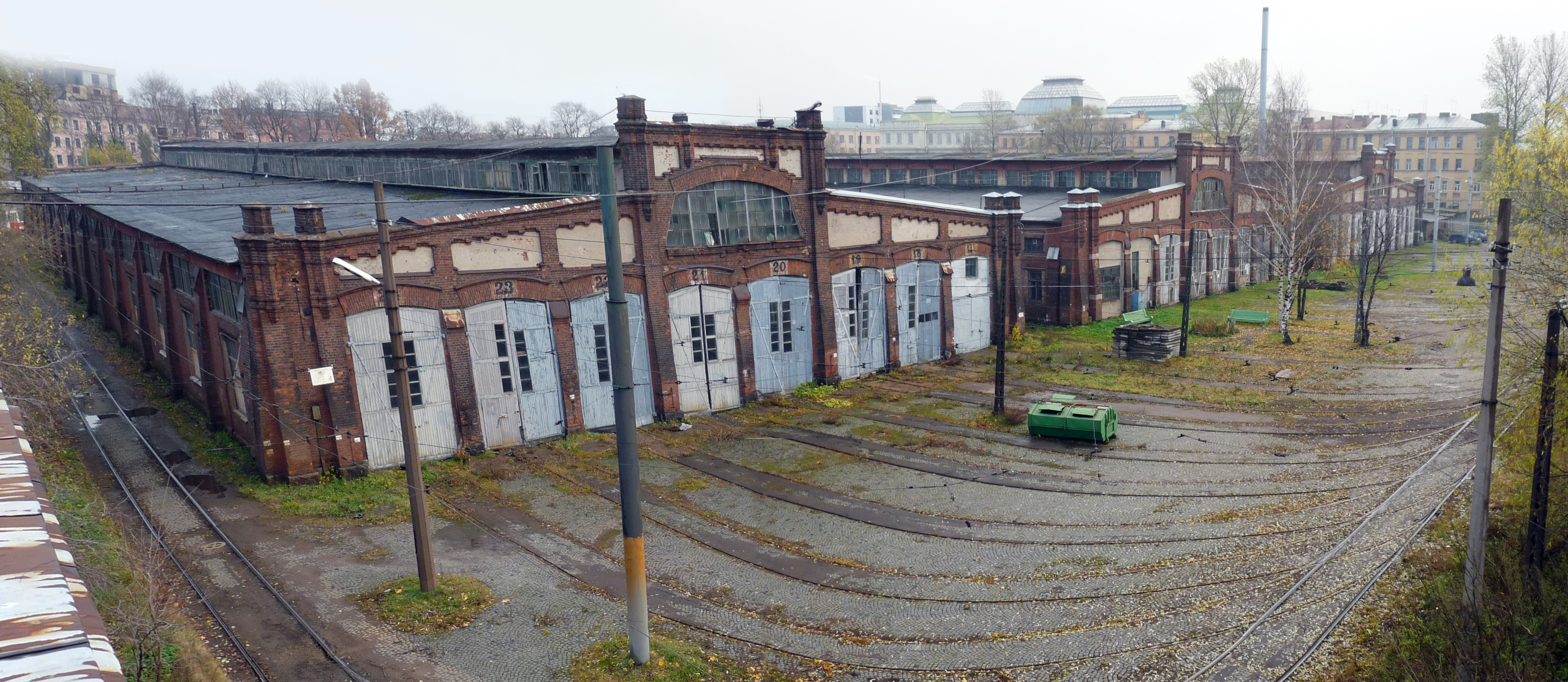
A Vasziljevszkij-szigeti villamospark

A Vasziljevszkij-szigeti villamospark villamos járműtelep Szentpéterváron. Az 1906 és 1908 között épült remíz nagyobbik részén ma a Szentpétervári Elektromos Közlekedési Múzeum található.

## Elhelyezkedése

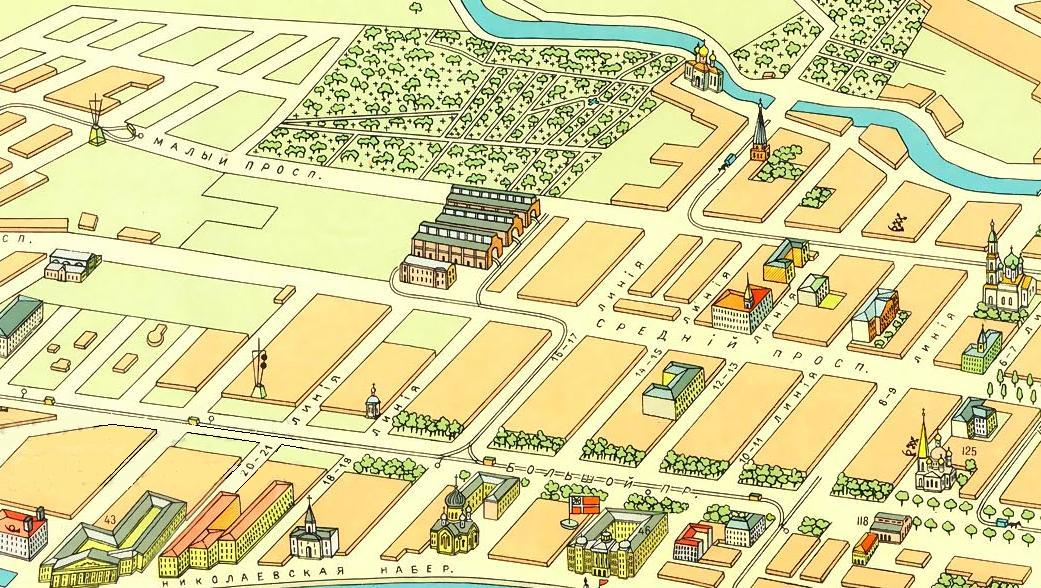
A remíz elhelyezkedése 1913-ban

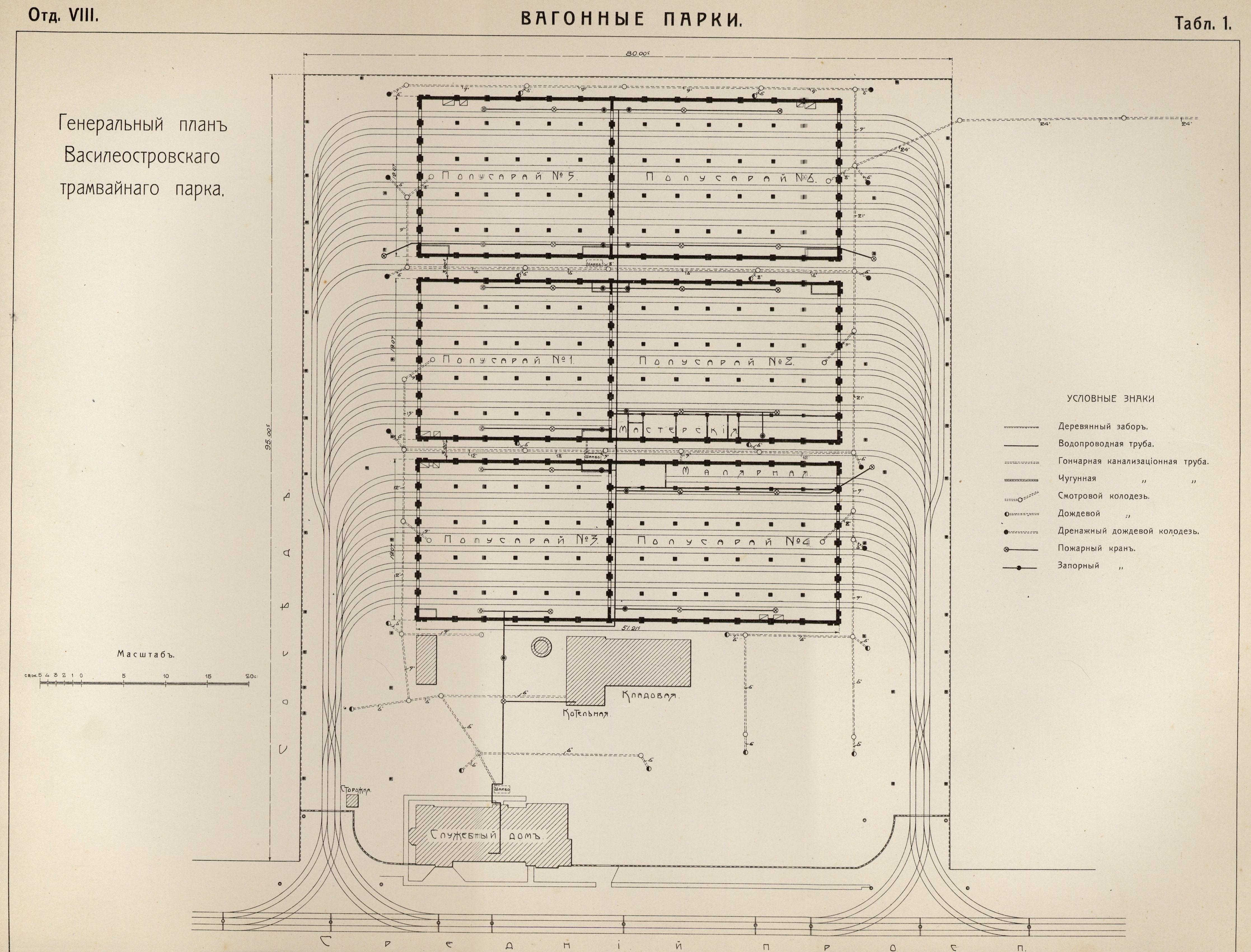
Eredeti terv 1908-ból

A villamospark valamennyi épülete a 20. század elején épült, az első villamos gyártásával egy időben. A villamosremíz a Vasziljevszkij-szigeten helyezkedik el a Szrednyij sugárút 77. szám alatt. 1907. szeptember 29-én innen indult el első útjára Szentpétervárott a város első villamosa.

## Építészete
A villamospark raktárának három épülete szecessziós stílusban téglából épült, a progresszív vasbeton- és acélszerkezetek korán használt modelljeihez tartozik. A raktár mindhárom épületét elfelezi egy úgynevezett „poluszaraj” (fél-fészer), egy nyolc átjárós fő falon keresztül. Az utcafrontra két hivatali épület néz. A történelmi Vasziljevszkij-szigeti villamospark területe a törvény szerint védett zónában található.

## Története

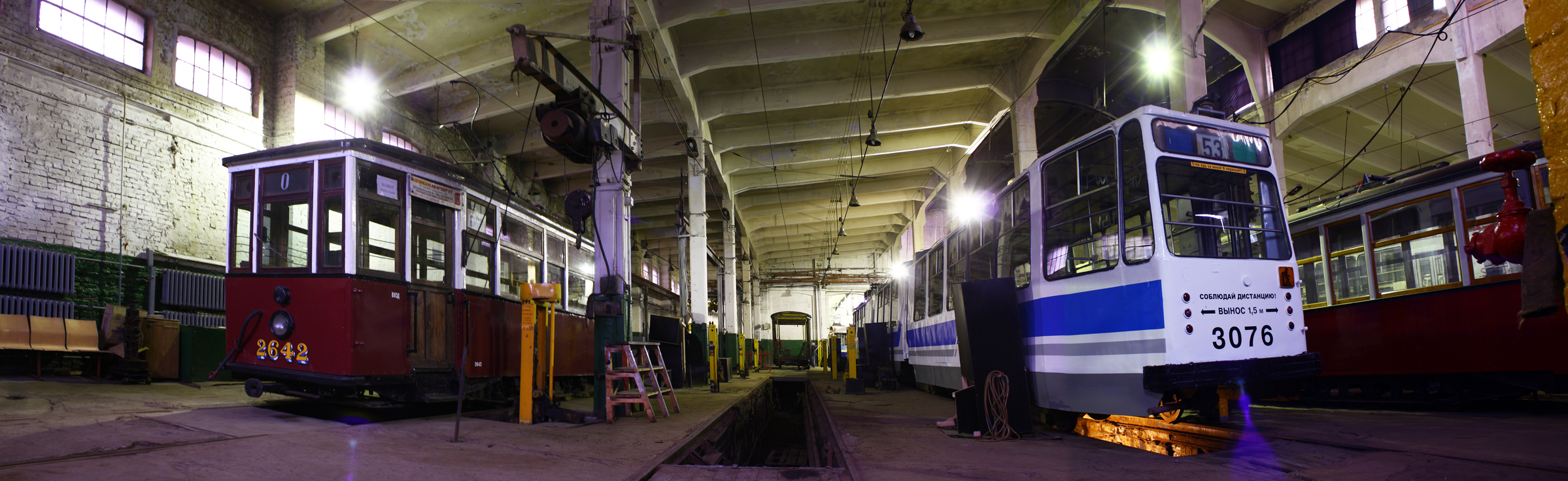
A Szentpétervári Elektromos Közlekedési Múzeum 3-as számú csarnoka

A raktár 1906 és 1908 között épült. Innen indult 1907 szeptember 29-én az első villamos Szentpéterváron. Az 1941-42-es rettenetes téli blokád idején is jártak innen villamosok. Így a villamos a le nem győzött leningrádi lélek szimbólumává vált a fasizmus elleni küzdelemben. Most a három raktárépületből kettőt a Szentpétervári Elektromos Közlekedési Múzeum foglal el.

## A kulturális örökség megcsonkításának veszélyéről
A Demján Sándor, Munk Péter és Csányi Sándor tulajdonában lévő TriGranit oroszországi leányvállalatának megjelenése után a kulturális örökség területének határait hirtelen és drasztikusan lecsökkentették. Az államigazgatás 2009. szeptember 29-i rendelete szerint mindhárom raktárépületnek csak a felét ismerik el műemlékként. Azt tervezik, hogy az épületeknek csak töredék részét tartják meg. Az 1908-1915-ös évek hivatali épület szintén hiányzik a projektből. Az Elektromos Közlekedés Múzeumának, amely most a három raktárépületből kettőt foglal el, szintén a leépítését tervezik.
A Történelmi és Kulturális Emlékművek Védelmének Összorosz Közössége (VOOPiK) 2010-es évben hozott döntést a teljes komplexum védelmének szükségességéről a depó épületeinek egyben tartásával. A Közösség szakértői arra jutottak, hogy a 2009. június 15-i szakértői vélemény információk hamisak és törvénybe ütköznek, ezért ez nem lehet a tervezés alapja.
Mindeközben a TriGranithoz tartozó társaság, amely az egyetlen jelentkező volt a térség fejlesztésére, erőteljesen tör előre saját projektjével. A komplexum összterülete 80 000 m², amely egy 1800 férőhelyes koncerttermet, egy kiállító komplexumot (kb. 5300 m²), egy rendezvénycsarnokot (amelynek területe nem kevesebb, mint 8500 m²), konferenciahelyiségeket a kongresszusoknak és fórumoknak (18 000 m²), illetve televíziós komplexumot és parkolási lehetőséget tartalmaz (900 férőhelyre). A város vezetősége által meghatározott jelentős méret ellenére a befektető tervezi az egyedi, forradalom előtti raktárak lebontását, és az Elektromos Közlekedési Múzeum készletének lecsökkentését. A történelmi épületek és raktárak lebontása nem szükségszerű. Ebben a tervezetben a koncertterem hatalmas méretű rekreációs zónával és előcsarnokkal is bővül (kb. 20.000 m²). Valójában a befektető a koncertterem mellett üzleti célú épületek létesítésének szándékával „tisztítja meg” a területet, folyamatosan milliárdokat „szivattyúzva el” a város költségvetéséből az állami-befektetői partnerség keretében (a város 9,5 milliárd rubelt fektet be).
A történelmi örökség védelmében szólaltak fel a következők: M. B. Pjotrovszkij, az Állami Ermitázs igazgatója, a Szentpétervári Tudósok Egyesülete, a Közlekedési Ügyek Intézete, A Történelmi és Kulturális Emlékművek Védelmének Közössége (VOOPiK), a veteránok és a városvédő társaságok. A főügyészség felhívása és a számos tüntetése ellenére, Mihail Mamosin (Oroszország) és a Zoboki–Demeter tervezőiroda ambiciózus projektje nem változott és a médiából az erről szóló beszámolók eltűntek.